# Arachnid (manga)
Pour les articles homonymes, voir Arachnid (homonymie).
Arachnid (アラクニド, Arakunido) est un manga écrit par Shinya Murata et dessiné par Shinsen Ifuji. Il est prépublié entre novembre 2009 et décembre 2015 dans le magazine Monthly Gangan Joker et publié en un total de 14 volumes reliés par Square Enix au Japon. La version française est publiée par Soleil Manga depuis avril 2015.
Une série dérivée intitulée Caterpillar (キャタピラー, Kyatapirā) est prépubliée dans le magazine Young Gangan depuis mars 2012.
La suite intitulée Blattodea (ブラトデア, Buratodea) est prépubliée dans le magazine Monthly Gangan Joker depuis janvier 2020.

## Synopsis
Alice est une jeune lycéenne orpheline qui vit chez son oncle. Son oncle la bat et ne cesse de l'importuner et elle se fait battre par ses camarades au lycée à cause de son nom étrange. Alors qu'il était sur le point de la violer, son oncle se fait tuer par Kumo, un assassin à la solde d'une organisation mafieuse. Il a tué l'oncle d'Alice, car celui-ci était un voleur qui avait emprunté trois millions de yens à un membre de l'organisation. Alice possède la C.E.C. (concentration excessive congénitale), une maladie mentale qui affecte le savoir, les décisions, les observations et entraîne des réactions immodérées du sujet. Elle va être recueillie par Kumo qui va essayer d'en faire un assassin parfait.

## Manga
Écrit par Shinya Murata et dessiné par Shinsen Ifuji, le manga est prépublié entre le 21 novembre 2009 et le 22 décembre 2015 dans le magazine Monthly Gangan Joker. Le premier volume relié est publié par Square Enix le 22 juillet 2010 et le quatorzième et dernier en février 2016. La version française est publiée par Soleil Manga à partir d'avril 2015.
Une série dérivée dessinée par Saisuka Kushige débute sa prépublication le 2 mars 2012 dans le magazine Young Gangan. Après la mort de l'auteur en avril 2013, la série est mise en suspens jusqu'au 17 janvier 2014 avec la reprise de la série par Tokisada Hayami. Le premier volume relié est publié par Square Enix le 22 août 2012 et neuf tomes sont commercialisés au 25 mars 2017.

### Liste des volumes
| no | Japonais          | Japonais          | Français          | Français          |
| no | Date de sortie    | ISBN              | Date de sortie    | ISBN              |
| --- | ----------------- | ----------------- | ----------------- | ----------------- |
| 1 | 22 juillet 2010   | 978-4-7575-2943-4 | 22 avril 2015     | 978-2-302-04509-5 |
| Liste des chapitres : - Chapitre 1 : La mort, sans autre choix - Chapitre 2 : Partir, à tout prix - Chapitre 3 : Meurtre en prévision - Chapitre 4 : Pour vous - Chapitre 5 : Protéger, coûte que coûte                                                                                             |                   |                   |                   |                   |
| 2 | 22 octobre 2010   | 978-4-7575-3035-5 | 24 juin 2015      | 978-2-302-04604-7 |
| Liste des chapitres : - Chapitre 6 : Mon droit à la vie... - Chapitre 7 : Ne m'approchez pas ! - Chapitre 8 : Je te remercie... - Chapitre 9 : Vous ne me prendrez plus rien ! - Chapitre 10 : C'est sûrement la seule chose à faire                                                                |                   |                   |                   |                   |
| 3 | 22 mars 2011      | 978-4-7575-3170-3 | 23 septembre 2015 | 978-2-302-04696-2 |
| Liste des chapitres : - Chapitre 11 : Ce n'est pas plus mal comme ça... - Chapitre 12 : C'est ça ou je vous tue... - Chapitre 13 : Jure-le ! - Chapitre 14 : J'ai besoin de vous ! - Chapitre 15 : Attendre patiemment la proie dans son nid...                                                     |                   |                   |                   |                   |
| 4 | 22 août 2011      | 978-4-7575-3339-4 | 2 décembre 2015   | 978-2-302-04829-4 |
| Liste des chapitres : - Chapitre 16 : Plus on est de fous, plus on s'entre-tue... - Chapitre 17 : Le bien-fondé de l'assassinat... - Chapitre 18 : Ce n'est pas bien grave... - Chapitre 19 : Un petit pincement au cœur... - Chapitre 20 : Le rôle de la justice est de montrer le droit chemin... |                   |                   |                   |                   |
| 5 | 22 février 2012   | 978-4-7575-3508-4 | 23 mars 2016      | 978-2-3020-4985-7 |
| Liste des chapitres : - Chapitre 21 : Ne te méprends pas ! - Chapitre 22 : Conforme aux rumeurs... - Chapitre 23 : Je suis le boss... - Chapitre 24 : Le vrai Kahen Rider, c'est moi ! - Chapitre 25 : Tout se passe comme je l'avais prévu...                                                      |                   |                   |                   |                   |
| 6 | 22 août 2012      | 978-4-7575-3696-8 | 22 juin 2016      | 978-2-3020-5113-3 |
| 7 | 22 novembre 2012  | 978-4-7575-3795-8 | 28 septembre 2016 | 978-2-3020-5393-9 |
| 8 | 22 mars 2013      | 978-4-7575-3904-4 | 30 novembre 2016  | 978-2-3020-5603-9 |
| 9 | 22 août 2013      | 978-4-7575-4040-8 | 22 mars 2017      | 978-2-3020-5979-5 |
| 10 | 22 mars 2014      | 978-4-7575-4254-9 | 28 juin 2017      | 978-2-302-06223-8 |
| 11 | 22 août 2014      | 978-4-7575-4394-2 | 27 septembre 2017 | 978-2-302-06406-5 |
| 12 | 21 février 2015   | 978-4-7575-4577-9 |                   |                   |
| 13 | 19 septembre 2015 | 978-4-7575-4740-7 |                   |                   |
| 14 | 22 février 2016   | 978-4-7575-4887-9 |                   |                   |